# 行唐城隍庙
行唐城隍庙大殿，位于中国河北省石家庄市城内，为石家庄市行唐县的一个省级文物保护单位，类型为古建筑，公布时间为1993年7月15日。
行唐城隍庙大殿的历史年代为明代。